# Verfassungsgerichtshof für das Land Baden-Württemberg

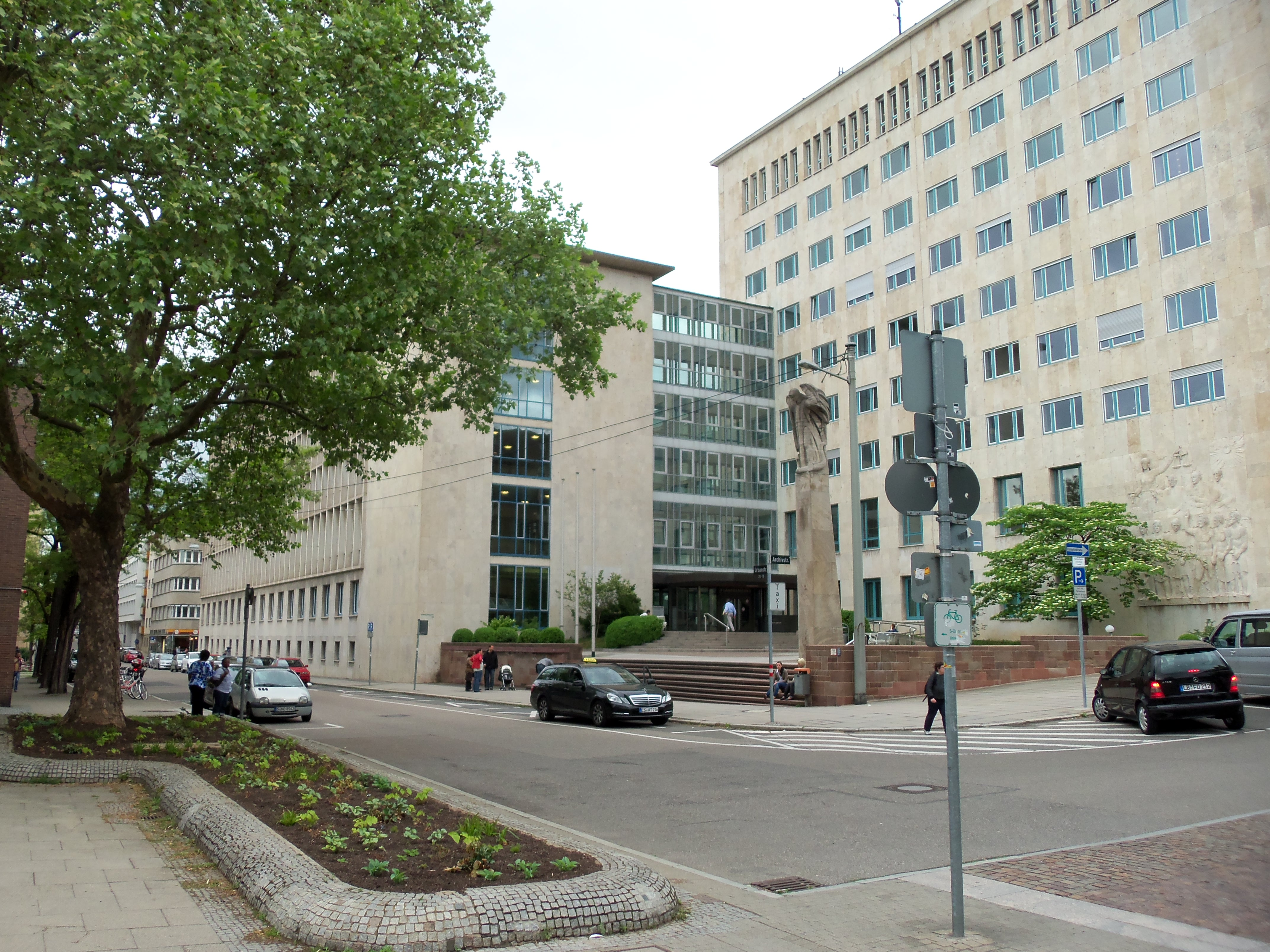
Eingang Urbanstraße

Der Verfassungsgerichtshof für das Land Baden-Württemberg (VerfGH BW) ist das Verfassungsgericht Baden-Württembergs und als solches Verfassungsorgan auf Landesebene.
Ihm ist die Verfassungsgerichtsbarkeit und damit die letztverbindliche Auslegung der Verfassung des Landes Baden-Württemberg (LV) anvertraut. Es entscheidet insbesondere über Streitigkeiten zwischen Verfassungsorganen, die Kontrolle von Landesgesetzen auf ihre Vereinbarkeit mit der Verfassung und Verfassungsbeschwerden, die jedermann, der sich in seinen Grundrechten durch staatliches Handeln verletzt sieht, erheben kann. Seine Gerichtsbarkeit erstreckt sich dabei nur soweit die Zuständigkeiten des Landes reichen, sodass es keine Bundesgesetze für verfassungswidrig erklären oder über Verfassungsbeschwerden gegen Handlungen von Stellen des Bundes entscheiden kann.
Die Grundlage für den Verfassungsgerichtshof finden sich unmittelbar in der Landesverfassung (Art. 68). Näheres bestimmt das Gesetz über den Verfassungsgerichtshof (VerfGHG). Die interne Organisation regelt der Verfassungsgerichtshof im Rahmen seiner Geschäftsordnungsautonomie selbst.
Seinen Sitz hat er in Stuttgart am Dienstsitz des Oberlandesgerichts Stuttgart. Dort ist die Geschäftsstelle untergebracht und werden die Verhandlungen geführt.

## Geschichte
Vorläufiger Staatsgerichtshof
Der heutige Verfassungsgerichtshof für das Land Baden-Württemberg wurde durch § 17 Absatz 1 des Gesetzes über die vorläufige Ausübung der Staatsgewalt im südwestdeutschen Bundesland vom 15. Mai 1952 als „Vorläufiger Staatsgerichtshof“ für das neugeschaffene Land Baden-Württemberg am Sitz der vorläufigen Landesregierung in Stuttgart errichtet. 
Der Gerichtshof übernahm die Zuständigkeiten des Badischen Staatsgerichtshofs und Badischen Hohen Staatsgerichtshof in Freiburg im Breisgau im vormaligen Baden, des Staatsgerichtshofs für das Land Württemberg-Hohenzollern in Tübingen und des Staatsgerichtshofs für das Land Württemberg-Baden in Stuttgart. Sein Verfahren richtete sich nach den Prozessbestimmungen für den württembergisch-badischen Staatsgerichtshof, in dessen Räumlichkeiten beim Oberlandesgericht Stuttgart er einzog.
Staatsgerichtshof für das Land Baden-Württemberg
Mit Inkrafttreten der neuen Landesverfassung zum 19. November 1953 wurde er unter der neuen Verfassung mit der Bezeichnung „Staatsgerichtshof für das Land Baden-Württemberg“ (endgültig) errichtet. Das Gesetz über den Staatsgerichtshof vom 13. Dezember 1954 trat am 25. Dezember 1954 in Kraft. Die ersten Richter traten ihr Amt mit ihrer Vereidigung am 20. Juli 1955 an, nachdem sie am 22. Juni 1955 vom Landtag gewählt wurden.
In der südwestdeutschen Staatstradition war der Gerichtshof zunächst auf staatsinterne Streitigkeiten zwischen Verfassungsorganen, Wahlprüfungsverfahren und in Normenkontrollverfahren in der Verfassungsgerichtsbarkeit beschränkt. Eine Individualgrundrechtsklage (Verfassungsbeschwerde) kannte das Landesverfassungsrecht und das Staatsgerichtshofsgesetz nicht, eine solche war nur zum Bundesverfassungsgericht am Maßstab des Grundgesetzes möglich. Vor diesem Hintergrund wurde auch anders als in vielen anderen Ländern die Bezeichnung Staatsgerichtshof anstelle eines Verfassungsgerichts(hofs) gewählt.
Zum 1. April 2013 führte der Landtag einfachgesetzlich die Landesverfassungsbeschwerde als neue Verfahrensart beim Staatsgerichtshof ein. Seitdem können sich nicht mehr nur Staatsorgane und Gerichte an den Gerichtshof in Fragen der Auslegung der Landesverfassung wenden, sondern auch die Bürgerinnen und Bürger, wenn sie sich in ihren Grundrechten durch die Einrichtungen des Landes verletzt meinen.
Verfassungsgerichtshof für das Land Baden-Württemberg
Um der so gewandelten Rolle des Gerichtshofs zur vollen Verfassungsgerichtsbarkeit Rechnung zu tragen, änderte der Landtag als verfassungsändernder Gesetzgeber auf Bestreben der Richter den Namen des Gerichtshofs zum 4. Dezember 2015 durch Gesetz vom 1. Dezember 2015 in Verfassungsgerichtshof für das Land Baden-Württemberg.

## Richter

### Wahl und Mitgliedergruppen
Der Verfassungsgerichtshof hat neun ehrenamtliche Mitglieder. Die Mitglieder teilen sich nach Art. 68 Abs. 3 Landesverfassung in drei Gruppen zu je drei Mitgliedern mit je einem persönlichen Stellvertreter (§ 2 Abs. 4 VerfGHG) ein:
- Berufsrichter, die das Amt eines Richters am Verfassungsgerichtshof nebenamtlich ausüben. Aus dieser Gruppe stammen auch immer der Präsident und der Vizepräsident des Verfassungsgerichtshofs.
- Mitglieder mit Befähigung zum Richteramt.
- Mitglieder ohne die Befähigung zum Richteramt (Laienrichter).

Der Präsident wird bei seiner Verhinderung von seinem ständigen Vertreter (Vizepräsident) vertreten. Das Ersatzmitglied des Präsidenten wohnt dann der Verhandlung als einfaches Mitglied aus der Gruppe der Berufsrichter bei.
Die Mitglieder – und aus der Gruppe der Berufsrichter der Präsident und Vizepräsident – werden vom Landtag auf neun Jahre in geheimer Wahl gewählt. Alle drei Jahre wird ein Mitglied und ein Stellvertreter aus jeder Gruppe neu bestellt (Art. 68 Abs. 3 Satz 2 und 3 LV). Die Wahl sollen frühestens drei Monate und spätestens einen Monat vor Ablauf der Amtszeit des Vorgängers stattfinden. Scheidet ein (stellvertretendes) Mitglied vorzeitig aus, so muss – für den Rest der laufenden Amtszeit – der Nachfolger innerhalb von drei Monaten gewählt werden (§ 3 VerfGHG). Die Wiederwahl ist möglich und wird auch praktiziert. Der Landtag nimmt die Wahl mit einfacher Mehrheit vor (§ 2 Abs. 2 VerfGHG).

### Inkompatibilität
Mitglieder des Verfassungsgerichtshofs und ihre Stellvertreter dürfen weder dem Bundestag, dem Bundesrat, der Bundesregierung noch entsprechenden Organen irgendeines Landes (Landtag bzw. Landesregierung) angehören (Art. 68 Abs. 3 Satz 6 LV). Auch politischer Staatssekretär und ein politischer Beamter sind vom Verfassungsrichteramt ausgeschlossen (§ 2a Abs. 1 VerfGHG).

### Amtseid
Die Gewählten leisten gemäß § 4 Verfassungsgerichtshofsgesetz vor dem Landtag folgenden Eid:

„Ich schwöre, daß ich als gerechter Richter alle Zeit die Verfassung des Landes Baden-Württemberg getreulich wahren und meine richterlichen Pflichten gegenüber jedermann gewissenhaft erfüllen werde. (So wahr mir Gott helfe.)“

### Entlassung
Die Mitglieder des Verfassungsgerichtshofs und ihre Stellvertreter können dem Landtagspräsidenten jederzeit ihren Rücktritt erklären, der mit Ablauf des darauffolgenden Monats wirksam wird (§ 5 VerfGHG). Ansonsten können sie nur nach dem für alle Richter geltenden Bestimmungen aus dem Amt entfernt werden (vgl. Richteranklage).

### Derzeitige Zusammensetzung
| Gruppe                         | Name                              | Vertreter             | Gewählt bis |
| ------------------------------ | --------------------------------- | --------------------- | ----------- |
| Berufsrichter                  | Malte Graßhof (Präsident)         | Friedrich Unkel       | Juli 2027   |
| Berufsrichter                  | Daniel O’Sullivan (Vizepräsident) | Jens Hofmann          | Juli 2033   |
| Berufsrichter                  | Jürgen Gneiting                   | Simone Wiegand        | Juli 2030   |
| mit Befähigung zum Richteramt  | Sintje Leßner                     | Ulrich Lusche         | Juli 2027   |
| mit Befähigung zum Richteramt  | Christian Seiler                  | Bettina Backes        | Juli 2030   |
| mit Befähigung zum Richteramt  | Silja Vöneky                      | Fruzsina Molnár-Gábor | Juli 2033   |
| ohne Befähigung zum Richteramt | Rami Suliman                      | Rupert Metzler        | Juli 2027   |
| ohne Befähigung zum Richteramt | Gabriele Abels                    | Bert Matthias Gärtner | Juli 2030   |
| ohne Befähigung zum Richteramt | Gunter Czisch                     | Annette Noller        | Juli 2033   |

Die bisherigen Mitglieder, Präsidenten und deren Stellvertreter sind in der Liste der Mitglieder des Verfassungsgerichtshofs für das Land Baden-Württemberg zusammengestellt.

### Entschädigung
Die Mitglieder des Verfassungsgerichtshofes erhalten eine Aufwandsentschädigung gemäß § 7 Verfassungsgerichtshofsgesetz. Die Mitglieder erhalten im Einzelfall für Sitzungsteilnahmen und Berichterstattung sowie der Präsident und Vizepräsident eine laufende Aufwandsentschädigung.

## Organisation
Der Verfassungsgerichtshof entscheidet grundsätzlich in voller Besetzung mit neun Mitgliedern. Der Präsident bestellt dabei für jedes Verfahren einen Berichterstatter, der die mündlichen Verhandlungen und die anstehenden Entscheidungen vorbereitet. Jedes Mitglied und jeder Stellvertreter kann zum Berichterstatter bestellt werden.
Entscheidungen, die außerhalb der mündlichen Verhandlung getroffen werden müssen, trifft der Präsident mit Zustimmung von mindestens zwei Richtern.
Unzulässige oder offensichtlich unbegründete Verfassungsbeschwerden kann der Verfassungsgerichtshof durch eine aus drei Richtern bestehende Kammer einstimmig zurückweisen. Der Kammer gehören die drei berufsrichterlichen Mitglieder an.
Die Mitglieder des Verfassungsgerichtshofs werden bei ihrer Arbeit durch zwei abgeordnete Richter (Besoldungsgruppe R2) als wissenschaftliche Mitarbeiter unterstützt. Es besteht eine Geschäftsstelle mit 1,5 Planstellen, die bei Bedarf durch das OLG Stuttgart unterstützt wird.

## Verfahren
Der Verfassungsgerichtshofes entscheidet in folgenden Verfahren:
- Organstreitverfahren: Auslegung der Rechten und Pflichten von obersten Staatsorganen (Landtag, Landesregierung und Landesrechnungshof) oder von Organen, die entweder durch die Landesverfassung selbst oder durch die Geschäftsordnung des Landtages eine eigene Befugnis zugewiesen wird (bspw. Fraktionen), aus Anlass von Streitigkeiten zwischen diesen (Art. 68 Abs. 1 Satz 2 Nr. 1, Abs. 2 Nr. 1 LV, §§ 8 Abs. 1 Nr. 1 und 44 ff. VerfGHG).
- abstraktes Normenkontrollverfahren: Überprüfung der Vereinbarkeit von Landesrecht mit der Landesverfassung auf Antrag der Landesregierung oder eines Viertels der Landtagsabgeordneten (Art. 68 Abs. 1 S. 2 Nr. 2, Abs. 2 Nr. 2 LV, §§ 8 Abs. 1 Nr. 2 und 48 ff. VerfGHG).
- konkretes Normenkontrollverfahren: Prüfung der Vereinbarkeit eines entscheidungserheblichen Landesgesetzes auf die Vereinbarkeit mit der Landesverfassung auf Antrag des vorlegenden Gerichts (Art. 68 Abs. 1 S. 2 Nr. 3 LV, §§ 8 Abs. 1 Nr. 3 und 51 VerfGHG).
- vorbeugendes Normenkontrollverfahren: Prüfung der Zulässigkeit einer beantragten Änderung der Landesverfassung auf Antrag der Regierung oder eines Viertels der Landtagsabgeordneten (Art. 68 Abs. 1 Satz 2 Nr. 4 i. V. m. 64 Abs. 1 Satz 3 LV, §§ 8 Abs. 1 Nr. 7 und 53 VerfGHG).
- kommunales Normenkontrollverfahren: Prüfung von Landesrecht auf die Frage, ob es das Recht auf Selbstverwaltung, auf kommunale Eigenständigkeit oder auf ausreichende Finanzausstattung verletzt auf Antrag von Gemeinden oder Gemeindeverbänden (Art. 68 Abs. 1 Satz 2 Nr. 4 i. V. m. Art. 76 LV, §§ 8 Abs. 1 Nr. 8 und 54 VerfGHG).
- Abgeordnetenanklage: Entscheidung, ob ein Abgeordneter seine Stellung aus Gewinnsucht missbraucht hat und ihm das Mandat daher abzuerkennen ist, auf Antrag des Landtags (Beschluss bedarf der Mehrheit von zwei Dritteln der Landtagsabgeordneten) (Art. 68 Abs. 1 Satz 2 Nr. 4 i. V. m. Art. 42 LV, §§ 8 Abs. 1 Nr. 5 und 43 VerfGHG).
- Ministeranklage: Entscheidung, ob ein Regierungsmitglied die Verfassung oder ein Gesetz vorsätzlich oder grob fahrlässig gebrochen hat und ihm das Amt und ggf. Ansprüche daraus abzuerkennen sind, auf Antrag des Landtags (Beschluss bedarf der Mehrheit von zwei Dritteln der Landtagsabgeordneten) (Art. 68 Abs. 1 Satz 2 Nr. 4 i. V. m. Art. 57 Abs. 1 bis 3 LV, §§ 8 Abs. 1 Nr. 6 und 30 ff. VerfGHG).
- „Ministeranklage in eigener Sache“: Entscheidung, ob ein Regierungsmitglied die Verfassung oder ein Gesetz vorsätzlich oder grob fahrlässig gebrochen hat und ihm das Amt und ggf. Ansprüche daraus abzuerkennen sind, auf Antrag des Regierungsmitgliedes selbst, wenn der Vorwurf öffentlich erhoben wird (Art. 68 Abs. 1 Satz 2 Nr. 4 i. V. m. Art. 57 Abs. 4 LV, §§ 8 Abs. 1 Nr. 6 und 39 ff. VerfGHG).
- Anfechtungen von Wahlprüfungsentscheidungen des Landtages (Art. 68 Abs. 1 Satz 2 Nr. 4 i. V. m. Art. 31 Abs. 2 LV, §14 WahlPrG, § 52 VerfGHG)
- Anfechtung von Volksabstimmungen sowie von Entscheidungen über Zulassung und Zustandekommen von Volksbegehren (Art. 68 Abs. 1 Satz 2 Nr. 4 i. V. m. §§ 23, 29 Abs. 3 und 39 Volksabstimmungsgesetz)
- Seit 1. April 2013 ist das Gericht auch für Verfassungsbeschwerden von Bürgern betreffend die Landesverfassung zuständig. Das Gericht überprüft auf Antrag von jedermann, ob er durch staatliches Handeln in seinen Grundrechten aus der Landesverfassung verletzt wurde/wird (Art. 68 Abs. 1 Satz 2 Nr. 4 i. V. m. §§ 55 ff. VerfGHG). Zuvor war die Verfassungsbeschwerde nur gegen die Verletzung der Bundes-Grundrechte aus dem Grundgesetz vor dem Bundesverfassungsgericht möglich.

## Bindungswirkung und Gesetzeskraft
Die materielle Bindungswirkung einer Entscheidung des Verfassungsgerichtshofes besteht – wie bei jedem Gericht – nur im konkreten Fall (inter partes). Es besteht keine inhaltliche Bindung für andere Gerichte an die ausgeurteilte Rechtsmeinung des Gerichts. Die Rechtsmeinung des Verfassungsgerichtshofes bei der Auslegung der Landesverfassung ist aber eine Richtschnur für die untergeordneten Gerichte, die meist auch befolgt wird.
Etwas anderes gilt in den in § 23 Abs. 1 VerfGHG genannten Fällen. Dann haben die Entscheidungen des Gerichts nämlich Gesetzeskraft und gelten für jedermann (inter omnes). Dies ist der Fall, wenn das Gericht in einem Normenkontrollverfahren oder bei einer Verfassungsbeschwerde "eine Rechtsvorschrift für gültig oder als mit der Verfassung unvereinbar für nichtig erklärt" oder wenn es in einem Organstreitverfahren "feststellen, wie eine Verfassungsbestimmung auszulegen ist".
Die Feststellung, dass ein Landesgesetz verfassungswidrig (am Maßstab der Landesverfassung!) ist, steht nur dem Verfassungsgerichtshof des Landes Baden-Württemberg zu (Normverwerfungskompetenz). Hält ein anderes Gericht ein Gesetz für verfassungswidrig, so hat es dies dem VerfGH gemäß Art. 100 Abs. 1 Satz 1 GG vorzulegen, soweit dies entscheidungserheblich ist (konkrete Normenkontrolle). Dies gilt (anders bei Bundesgesetzen!) auch für Landesgesetze, die vor dem Inkrafttreten der Landesverfassung verabschiedet wurden (Art. 88 LV). Das Bundesverfassungsgericht kann jedoch selbstverständlich Landesgesetze wegen Verstoßes gegen das Grundgesetz oder anderes Bundesrecht für nichtig erklären.

## Gerichtskosten
Die Verfahren vor dem Gericht sind gerichtskostenfrei (§ 55 VerfGHG). Bei mutwilliger Verfolgung des Rechtsweges kann aber eine Gebühr erhoben werden. Im Falle von Anklagen von Ministern oder Abgeordneten werden dem Angeklagten die Auslagen erstattet, sofern ein Freispruch erfolgt.